# Національний театр бунраку
Національний театр бунраку (яп. 国立文楽劇場, こくりつぶんらくげきじょう, кокуріцу бунраку ґекідзьо) — державний театр традиційного японського мистецтва бунраку в Японії. Розташований у районі Тюо міста Осака префектури Осака.

## Короткі відомості
Національний театр бунраку був заснований 1984 року. Він став четвертим державним театром країни і головою театральною сценою традиційного японського театру ляльок бунраку.
Заклад підпорядкований Асоціації сприяння розвитку традиційних мистецтв Японії. Остання є незалежною адміністративною установою в складі Міністерства освіти, культури, спорту, науки і технологій Японії.
Будівля театру має дві зали та виставкову кімнату. У великому залі, що розрахований на близько 700 місць, відбуваються переважно вистави бунраку та буйо. В малій залі влаштовуються спектаклі інших традиційних видів мистецтва — ракуго, манзай, грається японська музика тощо.